# ایسیدرو آیورا
ایسیدرو رامون آنتونیو آیورا کوئوا (به اسپانیایی: Isidro Ramon Antonio Ayora Cueva) (زادهٔ ۳۱ اوت ۱۸۷۹ – درگذشتهٔ ۲۲ مارس ۱۹۷۸) یک سیاستمدار اهل اکوادور بود. وی از ۳ آوریل ۱۹۲۶ تا ۲۴ اوت ۱۹۳۱ رئیس‌جمهور این کشور بود.